# Carrageen
Carrageen (englisch Carrageenan) ist die Sammelbezeichnung einer Gruppe langkettiger Kohlenhydrate, die in Rotalgenzellen vorkommen.
Der Name stammt aus dem Irischen: carraigín = ‚kleiner Fels‘. Im Deutschen hat sich die Bezeichnung Carrageen durchgesetzt; der Name Carrageenan wäre korrekter, da die meisten Polysaccharide durch das Suffix -an bezeichnet werden, z. B. die Glycane, Glucane, Galactane, Chitosane.
Chemisch handelt es sich um aus Galactose und 3,6-Anhydrogalactose aufgebaute Polysaccharide, welche Sulfatgruppen enthalten.
Sie werden mit griechischen Buchstaben bezeichnet.
Von kommerzieller Bedeutung sind κ- (kappa-), ι-  (Iota-) und λ- (lambda-) Carrageen bzw. Carrageenan.
Die Makromoleküle bilden lineare, anionische Hydrokolloide, die sich nach ihrer chemischen Struktur unterscheiden lassen und unterschiedliche Eigenschaften aufweisen. Diese verschiedenen Typen unterscheiden sich durch den Anteil an Galactose und 3,6-Anhydrogalactose sowie über die Anzahl an Sulfatgruppen.

## Herstellung

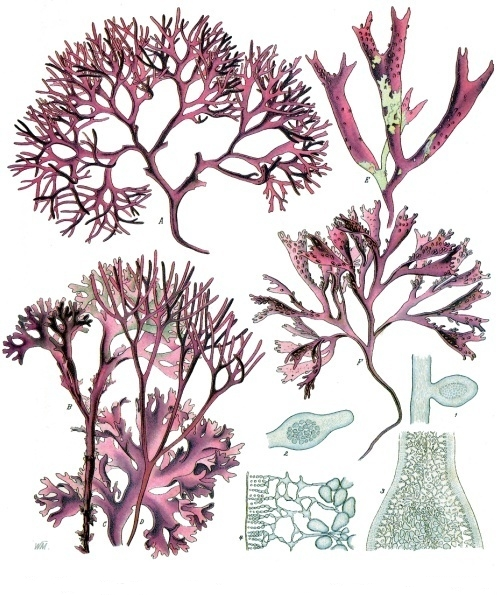
Knorpeltang (Chondrus crispus), zur Carrageenherstellung genutzte Algenart

Zur Herstellung von Carrageen aus Rotalgen werden die Algen gewaschen und in alkalischer Lösung gekocht. Bei der Behandlung mit Alkalien kann durch intramolekulare nukleophile Substitution – Hydrogensulfat ist die Abgangsgruppe – ein Tetrahydrofuran-Ring bilden. Dadurch entsteht die 3,6-Anhydrogalactose-Struktur.
Dieser Prozess kann mehrere Stunden dauern, da dadurch noch gewisse Vorstufen des Carrageens (μ- und ν-Carrageen) in κ- und ι-Carrageen umgewandelt werden und so die funktionelle Wirkung verstärken. Dann wird die Lösung zentrifugiert und filtriert, um die restlichen Algenbestandteile zu entfernen. Diese Lösung, die 1 bis 2 % Carrageen enthält, wird durch Vakuumdestillation oder Ultrafiltration auf 2 bis 3 % angereichert. Zur Gewinnung des Carrageens aus der Lösung wird dieses entweder mittels Isopropanol ausgefällt oder mittels Kaliumchlorid (nur κ-Carrageen) geliert und dann abgepresst. Das gewonnene Carrageen wird anschließend getrocknet und vermahlen. Als Algenquellen finden vor allem Rhodophyceae-Spezies Verwendung, z. B. Chondrus crispus, Eucheuma, Gigartina oder Hypnea musciformis. Ein Großteil der Algen wird mittlerweile in Algenfarmen in den Küstengewässern vor Sansibar sowie in denen der Philippinen gewonnen.
Aus den Arten Eucheuma spinosum und Eucheuma cottonii erhält man mit einem ähnlichen Prozess mit kürzerer Kochzeit den Lebensmittelzusatzstoff E 407a (verarbeitete Eucheuma-Algen). Hier wird Carrageen nicht extrahiert, sondern nur die niedermolekularen Anteile entfernt und die verbleibenden Algenrückstande gewaschen, getrocknet und gemahlen.

## Typen

Struktur verschiedener Carrageentypen

Auch wenn hauptsächlich κ-, ι- und λ-Carrageen von kommerziellem Interesse sind, kommen in den Algen auch andere Typen vor. Zwei Typen sind μ- und ν-Carrageen, die Vorstufen zu κ- und ι-Carrageen sind und bei der Extraktion in diese umgewandelt werden. Der Anteil der Carrageentypen im fertigen Carrageen ist von der verwendeten Algenart und von dem Herstellungsprozess abhängig. Bei kommerziellen Carrageenen handelt es sich nie um reine einzelne Typen.

### κ-Carrageen
κ-Carrageen geliert mit Kalium-Ionen zu einem festen und spröden und mit Calcium-Ionen zu einem festen, elastischen und synäresearmen Gel. Es ist nur als Natriumsalz in kaltem Wasser löslich. Als Calcium- oder Kaliumsalz werden deutlich höhere Temperaturen benötigt, um das Carrageen vollständig zu lösen. Bei der Abkühlung geht das Carrageen von der Knäuelform in eine Helixstruktur über. Bei weiterer Abkühlung kommt es unter Wechselwirkung mit den Calcium- oder Kaliumionen zur Zusammenlagerung der Helices und dadurch zur Ausbildung eines Netzwerkes.
κ-Carrageen besitzt zudem eine hohe Milchreaktivität. Aus diesem Grund reichen bereits geringe Mengen Carrageen aus, um Schokoladen- und Kakaogetränke zu stabilisieren und einen Absatz der Kakaopartikel zu verhindern. Diese Milchreaktivität ist auf Wechselwirkungen des negativ geladenen Hydrokolloids mit bestimmten Teilen des Casein zurückzuführen.
Unterhalb des isoelektrischen Punktes des Proteins verändert sich dessen Ladung, und das Carrageen wird von dem Protein ausgefällt.
Aus diesem Grund finden sich so gut wie keine sauren Milchprodukte, die mit Carrageen stabilisiert sind.
Neben den Wechselwirkungen mit Milchprotein zeigt κ-Carrageen Synergismen mit Taragummi, Johannisbrotkernmehl und Konjacgel. Dabei kommt es im Allgemeinen zu einer Verstärkung der Gelstruktur und zu Schmelz- und Gelpunkten, die zu höheren Temperaturen verschoben sind.

### ι-Carrageen
ι-Carrageen geliert mit Calcium und wird vielfach für Dressings oder weichere Gele eingesetzt. Auch ι-Carrageen ist nur als Natriumsalz kaltlöslich und benötigt als Calcium- oder Kaliumform ebenfalls höhere Temperaturen. Bei der Abkühlung der heißen Carrageenlösung kommt es (ähnlich wie beim κ-Carrageen) zur Helixbildung, wobei diese Helices über Calciumbrücken ein Netzwerk ausbilden.

### λ-Carrageen
λ-Carrageen bildet keine Gele und ist sowohl kalt als auch heiß sehr gut löslich. Dieses Carrageen wird vielfach im Bereich der Instantprodukte eingesetzt, bei denen keine Erhitzung stattfinden soll. λ-Carrageen bildet keine Helixstrukturen beim Abkühlen aus.

## Analyse
Zum Nachweis und zur Charakterisierung der Makromoleküle werden die Polysaccharide durch saure Hydrolyse in die Monosaccharid-Bausteine zerlegt und anschließend durch Chromatographie getrennt. Führt man die Hydrolyse in Gegenwart eines Borankomplexes durch, werden die Monosaccharide zu Zuckeralkoholen reduziert, welche stabiler sind und Vorteile bei der Trennung bieten sollen («Reduktive Hydrolyse»).

## Verwendung
In der Lebensmittelindustrie wird Carrageen als temperaturbeständiges Geliermittel und Emulgator für Schlankheits- und Light-Produkte, in Fleischwaren (z. B. Wurst und Marinaden von Grillfleisch) sowie als Verdickungsmittel in Marmeladen, Babynahrung, Milchprodukten, Milchshakes, Eiscreme und Desserts eingesetzt. Mit Hilfe von Carrageen können Trübungen in Weinen beseitigt werden oder Fettpfropfenbildung (Aufrahmung) bei in Becher oder Flaschen abgefüllter Sahne vermieden werden.
In der EU ist es als Lebensmittelzusatzstoff und Dickungsmittel mit der E-Nummer E 407 zugelassen. Carrageen wird auch in der Kosmetikindustrie (Zahnpasta) verwendet. In Kosmetikprodukten ist es in der Liste der Inhaltsstoffe als CARRAGEENAN (INCI) angegeben. Nach der Europäischen Öko-Verordnung ist es für Bio-Lebensmittel zugelassen. Teilweise degradiertes Carrageen wird als Poligeenan in Röntgen-Kontrastmitteln als viskoser Chelator verwendet.
Carrageen wurde von der amerikanischen FDA als harmlos bewertet, aber eine erlaubte Tagesdosis von 75 mg je kg Körpergewicht festgelegt. Die FAO und die Weltgesundheitsorganisation gaben 2014 an, dass der Einsatz von bis zu 1000 mg pro Liter bei Säuglingsmilchnahrung und bei speziellen medizinischen Formulierungen bedenkenlos sei.
2018 hat die Europäische Behörde für Lebensmittelsicherheit (EFSA) die Sicherheit von Carrageen neu bewertet. Hierbei wurde die erlaubte Tagesdosis auf 75 mg/kg Körpergewicht pro Tag für Carrageen sowie verarbeitete Eucheuma-Algen als akzeptabel eingestuft. Diese Empfehlung gilt so lange vorläufig, bis weitere Daten vorliegen.
Carrageen wird vom Körper unverändert ausgeschieden und kann die Aufnahme anderer Lebensmittelinhaltsstoffe behindern. Es steht im Verdacht, bei entsprechend veranlagten Menschen allergieähnliche Effekte hervorzurufen.

## Forschung
Es gibt Hinweise darauf, dass Carrageen eine antivirale Aktivität gegen humane Papillomviren aufweist; diese Viren können verschiedene Krebserkrankungen wie z. B.  Gebärmutterhalskrebs auslösen.
Im Tierversuch wurden Geschwürbildungen und Veränderungen im Immunsystem mit abgebautem Carrageen festgestellt. Deshalb wird abgebautes Carrageen bei z. B. Ratten und Hamstern verwendet, um die chronisch-entzündliche Darmerkrankung Colitis ulcerosa für Forschungszwecke künstlich zu induzieren. Wenn Carrageen bei hohen Temperaturen und bei niedrigem pH-Wert temperiert wird, entsteht abgebautes Carrageen. Je länger die Erhitzung dauert, desto stärker wird das Carrageen abgebaut. Als Reaktion auf die Studie hatte die EU ihre Verzehrempfehlung zu Carrageen von maximal 75 mg je kg Körpergewicht pro Tag um den Zusatz erweitert, dass in Lebensmitteln nicht mehr als 5 % der Molekülmasse des Carrageen unter 50 kDa liegen sollte.
Klinisch geprüft wird Carrageen zur Verwendung als Nasenspray, um viral bedingten Erkältungen vorzubeugen.